# Křížová cesta (Rokole)
Křížová cesta v Rokoli u Bohdašína na Rychnovsku se nachází poblíž kaple Panny Marie na protějším zalesněném návrší. Poutní místo Rokole stojí na samotě v katastru obce Bohdašín blízko levého břehu říčky Olešenky v Podorlické pahorkatině 6 km východně od Nového Města nad Metují.

## Historie
Křížová cesta byla postavena roku 1874. Tvoří ji čtrnáct zastavení v podobě litinových reliéfů s pašijovými obrazy na nevysokých kamenných sloupcích. Reliéfy byly natřené na bílo se zlatými svatozářemi. Přibližně 500 metrů dlouhá cesta vede lesem a obchází vrch naproti kapli Panny Marie. Bývala zakončena Božím hrobem, který byl zbořen.
Cesta vznikla díky finančním darům rodin a obcí z okolí, jejichž jména jsou na některých zastaveních ze strany vyryta.

## Poutní místo
Kromě Křížové cesty je součástí rokolského poutního místa kaple Panny Marie, kaplička u studánky s údajně zázračnou vodou a první originální svatyňka v Čechách – kopie původní kapličky v Schönstattě.

## Zajímavost
Stejné litinové reliéfy se nacházejí v poutním místě Studánka u Dobrušky, kde mají namodralé pozadí a postavy barvy bronzové, a v Suchém Dole u Police nad Metují, kde jsou reliéfy natřené nahnědo.